# 村山ませ子
村山 ませ子（むらやま ませこ、1843年（天保14年） - 1920年（大正9年）11月22日）は、幕末の江戸城大奥女中。旗本・大岡孫右衛門の娘で、大岡義方の孫、大奥御年寄の瀧山は叔母、勝海舟のはとこに当たる。女中時代はませと名乗る。
13代将軍・徳川家定の御台所・天璋院に仕え、御中臈となる。文久3年（1863年）、暇を出されるが、以後も無給で大奥に仕え、天璋院の飼い猫の世話をしていたという。大奥瓦解後は徳川慶喜の小姓だった村山鎮と結婚し、名をませ子と改めた。
維新後に三田村鳶魚から大奥についての詳細な取材を受けている。その内容は三田村の著書『御殿女中』に詳しく書かれており、大奥研究に大きく貢献している。